# Travelling
Travelling — девятый студийный альбом шведской поп-рок-группы Roxette, выпущенный 26 марта 2012 года.

## Об альбоме
Данный альбом является «сиквелом» вышедшего в 1992 году альбома Roxette Tourism и даже повторяет его полное название: «Travelling — Songs from Studios, Stages, Hotelrooms & Other Strange Places» (Песни из студий, сцен, гостиничных номеров и других странных мест). Первоначально альбом планировалось назвать «2rism», «T2», затем «T2: Tourism», но после того, как поклонники заговорили в Интернете о фильме «Терминатор 2: Судный день», название которого также сокращается как «Т2», было решено назвать альбом «Travelling».

## Список композиций
Все тексты написаны Пер Гессле, вся музыка написана Гессле, кроме «See Me» — Мари Фредрикссон.
| №                   | Название                                                                     | Место и время записи                                                                           | Длительность |
| ------------------- | ---------------------------------------------------------------------------- | ---------------------------------------------------------------------------------------------- | ------------ |
| 1.                  | «Me & You & Terry & Julie»                                                   | Tits & Ass Studio (июнь 2011); Aerosol Grey Machine и Atlantis Studios (2011)                  | 3:45         |
| 2.                  | «Lover, Lover, Lover»                                                        | Tits & Ass Studio (август 2011); Aerosol Grey Machine и Atlantis Studios (2011)                | 3:59         |
| 3.                  | «Turn of the Tide»                                                           | Tits & Ass Studio (сентябрь 1997); Кейптаун и Сан-Сити (май 2011); Aerosol Grey Machine (2011) | 4:10         |
| 4.                  | «Touched By the Hand of God»                                                 | Tits & Ass Studio (сентябрь 2009); Aerosol Grey Machine и Atlantis Studios (2011)              | 3:48         |
| 5.                  | «Easy Way Out»                                                               | Aerosol Grey Machine (2011)                                                                    | 3:38         |
| 6.                  | «It’s Possible» (Version One)                                                | Tits & Ass Studio (июль 2011); Aerosol Grey Machine и Atlantis Studios (2011)                  | 2:38         |
| 7.                  | «Perfect Excuse»                                                             | Aerosol Grey Machine и Atlantis Studios (2011)                                                 | 3:40         |
| 8.                  | «Excuse Me, Sir, Do You Want Me to Check on Your Wife?»                      | Tits & Ass Studio (октябрь 2009); Aerosol Grey Machine и Atlantis Studios (2011)               | 4:15         |
| 9.                  | «Angel Passing»                                                              | Aerosol Grey Machine (2011)                                                                    | 2:46         |
| 10.                 | «Stars» (запись с концерта)                                                  | Всемирный торговый центр Дубай (20 мая 2011 года)                                              | 3:35         |
| 11.                 | «The Weight of the World»                                                    | Tits & Ass Studio (октябрь 1998); Polar Studios (июнь 2002)                                    | 2:52         |
| 12.                 | «She’s Got Nothing On (But the Radio)» (запись с концерта в Рио-де-Жанейро)  | Citibank Hall (16 апреля 2011)                                                                 | 4:41         |
| 13.                 | «See Me»                                                                     | EMI Studios и Capri Digital Studios (1993); Aerosol Grey Machine (2011)                        | 3:48         |
| 14.                 | «It’s Possible» (Version Two)                                                | Tits & Ass Studio (июль 2011); Aerosol Grey Machine и Atlantis Studios (2011)                  | 2:44         |
| 15.                 | «It Must Have Been Love» (запись с концерта Night of the Proms в Роттердаме) | Rotterdam Ahoy (18–24 ноября 2009)                                                             | 4:17         |
| Общая длительность: | Общая длительность:                                                          | Общая длительность:                                                                            | 54:36        |

## Участники записи
Roxette:
- Пер Гессле — вокал, гитара, гармоника
- Мари Фредрикссон — вокал

Аккомпанирующий состав:
- Кристофер Лундквист — электрогитара, акустическая гитара, электро-гусли, бэк-вокал
- Кларенс Эверман — клавишные, перкуссия
- Хелена Юсефссон — бэк-вокал, перкуссия
- Магнус Бёрьессон — бас-гитара, бэк-вокал
- Пеле Альсинг — ударные

## Чарты
| Хит-парад (2012)                    | Высшая позиция |
| ----------------------------------- | -------------- |
| Австрия (Ö3 Austria)                | 15             |
| Бельгия/Фландрия (Ultratop)         | 78             |
| Чехия (Czech Albums ČNS IFPI)       | 8              |
| Дания (Hitlisten)                   | 30             |
| Нидерланды (Album Top 100)          | 32             |
| Финляндия (Suomen virallinen lista) | 27             |
| Германия (Offizielle Top 100)       | 7              |
| Венгрия (MAHASZ)                    | 34             |
| Норвегия (VG-lista)                 | 36             |
| Испания (PROMUSICAE)                | 32             |
| Швеция (Sverigetopplistan)          | 7              |
| Швейцария (Schweizer Hitparade)     | 12             |
| Великобритания (UK Albums OCC)      | 143            |

## Комментарии
1. ↑  Ранее песня называлась «Charm School»[12]
2. ↑  Впервые издана на сольном альбоме Пера Гессле Party Crasher (2008)